# Farol de Ponta Garça
O Farol de Ponta Garça localiza-se no lugar do Cinzeiro, freguesia de Ponta Garça, na costa sul da ilha de São Miguel, Açores. O farol foi construído em 1957 e está instalado no topo de uma torre cilíndrica branca com 14 metros de altura, tendo um edifício anexo. A luz, que tem o número nacional 706 e o número internacional D-2642, está situada a 101 m acima do nível médio do mar e está equipada com uma óptica dióptrica fixa com um tambor de 500 mm de distância focal dotado de sectores brancos e vermelhos. A iluminação é feita com lâmpadas de halogénio de 50 W operando a uma tensão de 12 V. O alcance da luz vermelha é de 13 e o da luz branca é de 16 milhas náuticas.